# Knives Out
Knives Out – drugi singiel angielskiej grupy Radiohead z jej piątego albumu Amnesiac. Nagrany podczas sesji do albumu Kid A utwór wydany został 6 sierpnia 2001 roku, a jego nagranie zajęło 373 dni.
„Knives Out” dostało się na 13. pozycję listy UK Singles Chart, a przez 4 tygodnie gościło na szczycie Canadian Singles Chart. Covery piosenki nagrali: The Flaming Lips, Christopher O’Riley oraz jazzowy pianista Brad Mehldau. Od piosenki pochodzi tytuł filmu z 2019 roku – Knives Out.
Zdaniem Thoma Yorke’a utwór opowiada o kanibalach.

## Teledysk
Teledysk wyreżyserował Michel Gondry. Filmowany był w jednym ujęciu i przedstawiał Thoma Yorke’a siedzącego przy łożku swojej partnerki granej przez Emmę de Caunes.

## Lista utworów
Wszystkie utwory zostały napisane przez Radiohead.
| CD (Wlk. Brytania #1) [CDFHEIS 45103] / 12" [12FHEIT 45103] 1. „Knives Out” – 4:17 2. „Cuttooth” – 5:24 3. „Life in a Glasshouse” (wersja pełna) – 5:06 CD (Wlk. Brytania #2) [CDFHEIT 45103] 1. „Knives Out” – 4:17 2. „Worrywort” – 4:37 3. „Fog” – 4:05 CD (Europa, Australia) [7243 8 79760 2 3] 1. „Knives Out” – 4:17 2. „Worrywort” – 4:37 3. „Fog” – 4:04 4. „Life in a Glasshouse” (wersja pełna) – 5:06 | CD (USA) [C2 7243 8 77668 0 8] 1. „Knives Out” – 4:17 2. „Cuttooth” – 5:24 3. „Life in a Glasshouse” (wersja pełna) – 5:06 4. „Pyramid Song” (wideo rozszerzone) – 5:05 CD (Japonia) [TOCP-65871] 1. „Knives Out” – 4:17 2. „Cuttooth” – 5:25 3. „Worrywort” – 4:37 4. „Fog” – 4:05 5. „Life in a Glasshouse” (wersja pełna) – 5:06 |